# Мировой кубок

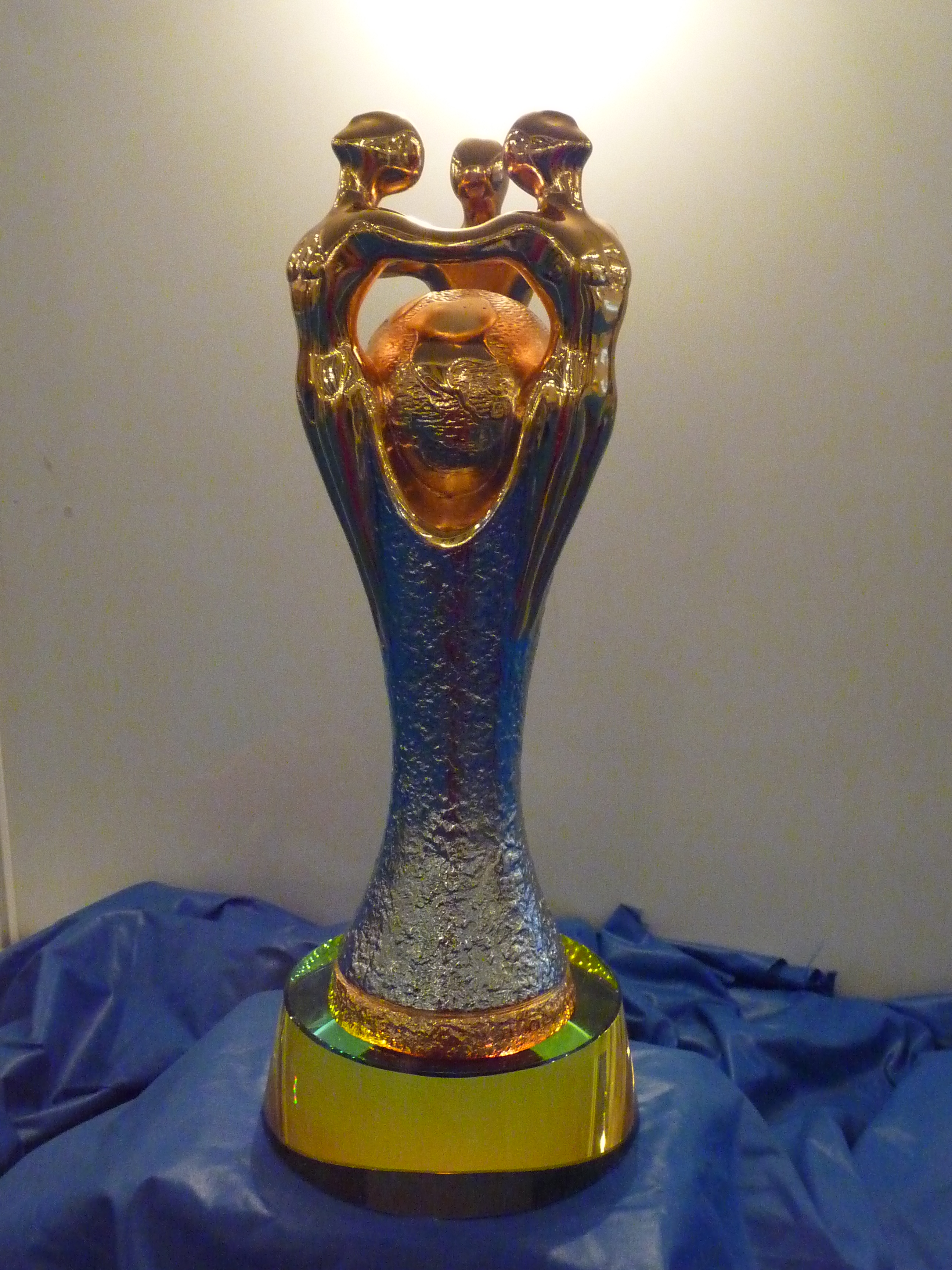
Вручавшийся кубок

Мировой кубок англ. Peace Cup — предсезонный дружеский футбольный турнир для клубных команд. Обычно в нём участвовало 8 команд, но в 2009 году команд было 12. Первые три кубка были проведены в Южной Корее, а в 2009 — в Мадриде, Испания.
Турнир был упразднён в 2012 году.

## История и формат кубка
С 2003 года Мировой кубок проводится каждые два года.
С 2003 по 2007 годы Мировой кубок разыгрывался между восемью клубами, поделенными на две группы из четырёх команд. Победитель каждой группы квалифицировался в финал, который проводился в одном матче. Мировой кубок 2009 был проведён в Испании и участвовали 12 команд.
Было объявлено, что в 2011 году турнир должен будет проведен в Лондоне, Ливерпуле, Манчестере, и Глазго. Было также подтверждено, что только восемь команд будут участвовать.
Основателем кубка был Мун Сон Мён.

## Приз
С 2003 по 2007 годы денежный приз турнира составлял приблизительно €2 миллиона для победившей команды и €500 000 финалистов.

## Результаты

### Финалы предыдущих турниров[9][10]
| Год  | Финал       | Финал                              | Финал                |
| Год  | Победитель  | Счёт                               | Финалист             |
| ---- | ----------- | ---------------------------------- | -------------------- |
| 2003 | ПСВ         | 1-0                                | Лион                 |
| 2005 | Тоттенхэм   | 3-1                                | Лион                 |
| 2007 | Лион        | 1-0                                | Болтон               |
| 2009 | Астон Вилла | 0-0 (доп. время) (4-3 по пенальти) | Ювентус              |
| 2012 | Гамбург     | 1-0                                | Соннам Ильхва Чхонма |

### Победители и финалисты
| Команда              | Победа   | Финал          |
| -------------------- | -------- | -------------- |
| Лион                 | 1 (2007) | 2 (2003, 2005) |
| Астон Вилла          | 1 (2009) | 0              |
| ПСВ                  | 1 (2003) | 0              |
| Тоттенхэм            | 1 (2005) | 0              |
| Гамбург              | 1 (2012) | 0              |
| Болтон               | 0        | 1 (2007)       |
| Ювентус              | 0        | 1 (2009)       |
| Соннам Ильхва Чхонма | 0        | 1 (2012)       |